# Kjelfossen
Kjelfossen er et vandfald i Gudvangen i Aurland kommune Vestland fylke i Norge. Den ligger i elven Kjelfossgrovi, som er en biflod til Nærøydalselvi, ved enden af Nærøyfjorden. Vandfaldet består af flere fald, og har en total faldhøjde på 705 meter. Højeste lodrette fald er 149 meter. Elven er ikke reguleret til vandkraft. Fossen er også kendt som Store Kjelfossen.
Vandfaldet regnes som et af verdens højeste, men det opgivne totalfald er omstridt. Statistisk sentralbyrå rangerer det som Norges højeste med et fald på 840 meter.
Vandfaldet kan ses fra E16, lige vest for indkørslen til Gudvangatunnelen.

## Eksterne kilder og henvisninger
1. ↑  Statistical Yearbook of Norway 2011

- Wikimedia Commons har flere filer relateret til Kjelfossen
- World Waterfall database via web.archive.org